# Nelsi Coguetto Maria
Nelsi Conguetto Maria (Francisco Beltrão, 1 de março de 1959), mais conhecido como Vermelho é um político e empresário brasileiro filiado ao Progressistas (PP).
Foi prefeito da cidade de Salto do Lontra de 1983 a 1988 Nas eleições de 2018, foi eleito deputado federal pelo estado do Paraná.